# Haslach (Gemeinde Nappersdorf-Kammersdorf)
Haslach ist eine Ortschaft und eine Katastralgemeinde in der Marktgemeinde Nappersdorf-Kammersdorf in Niederösterreich. Die Ortschaft hat 131 Einwohner (Stand 1. Jänner 2024). Bis Ende 1969 war Haslach eine eigenständige Gemeinde.

## Geographie
Das Dreieckangerdorf liegt südlich von Nappersdorf an der Straße nach Kleinstetteldorf und Enzersdorf im Thale. In der Ortsmitte am Anger steht die 1777 errichtete und 1987 renovierte Ortskapelle hl. Maria. Im Südosten der Ortschaft befindet sich eine Kellergasse, an der Straße nach Enzersdorf ein Totengartl (Pestfriedhof) mit der Datierung 1680 und 1713. Nordwestlich der Ortschaft liegt die ehemalige mittelalterliche Hausberganlage Dernberg (mit Funden bereits aus der Bronzezeit und der Hallstattkultur) sowie – direkt westlich daran anschließend – das gleichnamige Dorf, das 1208 erstmals urkundlich erwähnt wurde und im 17. Jahrhundert abgekommen ist. Ein weiterer abgekommener Ort, Kugelfeld, lag westlich von Haslach in Richtung Hart.

## Geschichte
Die erste urkundliche Erwähnung von Haslach erfolgte um das Jahr 1161 und zeigt Haslach im Besitz des Albero III. von Kuenring, der das Dorf den Stiften Zwettl und Heiligenkreuz widmete. 1732 verkaufte Heiligenkreuz seinen Besitzanteil an den Grafen Schönborn; bis 1848 verblieb die Ortsobrigkeit bei dessen Herrschaft Weyerburg.
Eine Schule wurde 1811 in Haslach errichtet, vorerst als Winterschule mit exkurrierendem Unterlehrer, erst ab 1872 definitiv als einklassige Schule, die bis 1964 bestand. Die Freiwillige Feuerwehr Haslach wurde 1895 gegründet. Laut Adressbuch von Österreich waren im Jahr 1938 in der Ortsgemeinde Haslach ein Binder, ein Gastwirt, zwei Gemischtwarenhändler, ein Schmied, ein Tischler, ein Wagner und einige Landwirte ansässig.
Mit 1. Jänner 1970 schloss sich Haslach mit Nappersdorf und Kleinweikersdorf zur Großgemeinde Nappersdorf zusammen; im Jahr darauf bildete diese gemeinsam mit den Gemeinden Dürnleis und Kammersdorf (der sich bereits 1968 Kleinsierndorf angeschlossen hatte) die Gemeinde Nappersdorf-Kammersdorf.
Seit dem Beginn des 21. Jahrhunderts nistet der Bienenfresser in Haslach.